# 河畔球場
河畔球場（英語：Riverside Stadium）是一個位於英格蘭北约克郡米德爾斯伯勒的專業足球場，自1995年揭幕以來一直是英冠球會米杜士堡足球會的主場。現時可容34,742名觀眾，於有需要時可擴建至容納42,000人。

## 概述
河畔球場是首個按照「泰萊報告書」（Taylor Report）計畫及興建的球場，亦是第二次世界大戰後在英格蘭興建最大的新運動場。在「泰萊報告書」發表後，球會當時的主場艾雅蘇美公園球場（Ayresome Park）因位處民居而不能作進一步擴展，如改建為全坐席只可以容納20,000人，因而需要另覓地點興建新球場，最終獲得蒂斯河畔現址，僅用32週及1,600萬英鎊建成30,000座新球場，球場名稱由球迷透過選舉挑選，初時因獲得300萬英鎊冠名贊助而稱為「Cellnet河畔球場」，其後改為「BT Cellnet河畔球場」，於2001/02年球季結束贊助而正名「河畔球場」。1995年8月26日揭幕戰對車路士，吸引14年來最高的28,286名觀眾入場，米杜士堡以2-0獲勝，克拉格·海格奈特（Craig Hignett）成為首名入球的球員。
2005年球會將艾雅蘇美公園球場的大閘在河畔球場外重新豎立，當年球會被清盤時這度大閘曾被鎖上，現在作為河畔球場的新入口作為紀念。2008年球場獲准建立一座125米高的風力發動機，可產生3兆瓦特的電力，除自用外尚可將剩餘電量售給英國國家電力供應公司（National Grid）。
除作為米杜士堡的主場外，於溫布萊球場重建期間，河畔球場曾舉辦1場英格蘭國家隊的正式國際賽，於2004年歐國盃以2-1擊敗斯洛伐克。

## 外部連結
- Riverside Stadium （页面存档备份，存于）